# Campioni italiani assoluti di atletica leggera - Lancio del disco maschile
Questa pagina raccoglie un elenco di tutti i campioni italiani dell'atletica leggera nel lancio del disco, specialità che entrò nel programma dei campionati nel 1913.

## Albo d'oro
| Anno | Atleta (società)                                      | Prestazione            |
| ---- | ----------------------------------------------------- | ---------------------- |
| 1913 | Aurelio Lenzi ?                                       | 39,14 m                |
| 1914 | Giuseppe Tugnoli Virtus Atletica Bologna              | 38,83 m                |
| 1915 | Edizioni non disputate                                | Edizioni non disputate |
| 1916 | Edizioni non disputate                                | Edizioni non disputate |
| 1917 | Edizioni non disputate                                | Edizioni non disputate |
| 1918 | Edizioni non disputate                                | Edizioni non disputate |
| 1919 | Aurelio Lenzi ?                                       | 37,59 m                |
| 1920 | Bruno De Lorenzi ?                                    | 36,88 m                |
| 1921 | Aurelio Lenzi ?                                       | 36,85 m                |
| 1922 | Giuseppe Tugnoli Virtus Atletica Bologna              | 38,82 m                |
| 1923 | Giuseppe Tugnoli Virtus Atletica Bologna              | 39,785 m               |
| 1924 | Albino Pighi Bentegodi Verona                         | 41,24 m                |
| 1925 | Albino Pighi Bentegodi Verona                         | 42,215 m               |
| 1926 | Albino Pighi Bentegodi Verona                         | 40,26 m                |
| 1927 | Camillo Zemi ?                                        | 40,10 m                |
| 1928 | Albino Pighi Bentegodi Verona                         | 42,95 m                |
| 1929 | Camillo Zemi ?                                        | 40,305 m               |
| 1930 | Albino Pighi Bentegodi Verona                         | 42,43 m                |
| 1931 | Albino Pighi Bentegodi Verona                         | 16 p.                  |
| 1932 | Benvenuto Mignani ?                                   | 41,70 m                |
| 1933 | Luigi Ponzoni ?                                       | 43,33 m                |
| 1934 | Giorgio Oberweger ?                                   | 45,88 m                |
| 1935 | Ruggero Biancani Virtus Atletica Bologna              | 44,07 m                |
| 1936 | Giorgio Oberweger ?                                   | 50,317 m               |
| 1937 | Giorgio Oberweger ?                                   | 47,81 m                |
| 1938 | Giorgio Oberweger ?                                   | 47,74 m                |
| 1939 | Adolfo Consolini Gruppo Sportivo Pirelli              | 49,19 m                |
| 1940 | Angiolo Profeti ASSI Giglio Rosso                     | 46,92 m                |
| 1941 | Adolfo Consolini Gruppo Sportivo Pirelli              | 49,51 m                |
| 1942 | Adolfo Consolini Gruppo Sportivo Pirelli              | 50,57 m                |
| 1943 | Giuseppe Tosi ?                                       | 50,29 m                |
| 1944 | Edizione non disputata                                | Edizione non disputata |
| 1945 | Adolfo Consolini Gruppo Sportivo Pirelli              | 50,82 m                |
| 1946 | Giuseppe Tosi ?                                       | 52,19 m                |
| 1947 | Giuseppe Tosi ?                                       | 46,71 m                |
| 1948 | Giuseppe Tosi ?                                       | 53,18 m                |
| 1949 | Adolfo Consolini Gruppo Sportivo Pirelli              | 51,17 m                |
| 1950 | Adolfo Consolini Gruppo Sportivo Pirelli              | 52,75 m                |
| 1951 | Giuseppe Tosi ?                                       | 50,27 m                |
| 1952 | Adolfo Consolini Gruppo Sportivo Pirelli              | 51,66 m                |
| 1953 | Adolfo Consolini Gruppo Sportivo Pirelli              | 51,65 m                |
| 1954 | Adolfo Consolini Gruppo Sportivo Pirelli              | 51,32 m                |
| 1955 | Adolfo Consolini Gruppo Sportivo Pirelli              | 54,75 m                |
| 1956 | Adolfo Consolini Gruppo Sportivo Pirelli              | 53,14 m                |
| 1957 | Adolfo Consolini Gruppo Sportivo Pirelli              | 51,73 m                |
| 1958 | Adolfo Consolini Gruppo Sportivo Pirelli              | 52,39 m                |
| 1959 | Adolfo Consolini Gruppo Sportivo Pirelli              | 52,63 m                |
| 1960 | Adolfo Consolini Gruppo Sportivo Pirelli              | 53,75 m                |
| 1961 | Carmelo Rado ?                                        | 52,72 m                |
| 1962 | Gaetano Dalla Pria ?                                  | 54,16 m                |
| 1963 | Franco Grossi ?                                       | 51,36 m                |
| 1964 | Gaetano Dalla Pria ?                                  | 53,76 m                |
| 1965 | Franco Grossi ?                                       | 55,17 m                |
| 1966 | Silvano Simeon Lilion SNIA Milano                     | 54,66 m                |
| 1967 | Silvano Simeon Lilion SNIA Milano                     | 57,50 m                |
| 1968 | Gilberto Ferrini ?                                    | 52,24 m                |
| 1969 | Silvano Simeon Lilion SNIA Milano                     | 54,26 m                |
| 1970 | Silvano Simeon Lilion SNIA Milano                     | 58,54 m                |
| 1971 | Silvano Simeon Lilion SNIA Milano                     | 59,98 m                |
| 1972 | Silvano Simeon Lilion SNIA Milano                     | 59,96 m                |
| 1973 | Silvano Simeon Lilion SNIA Milano                     | 62,94 m                |
| 1974 | Silvano Simeon Lilion SNIA Milano                     | 59,98 m                |
| 1975 | Armando De Vincentiis Atletica Rieti                  | 62,84 m                |
| 1976 | Armando De Vincentiis Atletica Rieti                  | 61,40 m                |
| 1977 | Silvano Simeon Lilion SNIA Milano                     | 60,04 m                |
| 1978 | Armando De Vincentiis Atletica Rieti                  | 61,84 m                |
| 1979 | Silvano Simeon Lilion SNIA Milano                     | 60,66 m                |
| 1980 | Armando De Vincentiis Atletica Rieti                  | 62,42 m                |
| 1981 | Armando De Vincentiis Atletica Rieti                  | 59,70 m                |
| 1982 | Marco Bucci ?                                         | 61,32 m                |
| 1983 | Marco Martino Gruppi Sportivi Fiamme Gialle           | 61,20 m                |
| 1984 | Marco Bucci ?                                         | 64,04 m                |
| 1985 | Domenico Polato ?                                     | 57,30 m                |
| 1986 | Marco Martino Gruppi Sportivi Fiamme Gialle           | 63,14 m                |
| 1987 | Marco Martino Gruppi Sportivi Fiamme Gialle           | 60,48 m                |
| 1988 | Marco Martino Gruppi Sportivi Fiamme Gialle           | 60,10 m                |
| 1989 | Luciano Zerbini Gruppo Sportivo Fiamme Oro            | 62,14 m                |
| 1990 | Marco Martino Gruppi Sportivi Fiamme Gialle           | 60,40 m                |
| 1991 | Marco Martino Gruppi Sportivi Fiamme Gialle           | 61,96 m                |
| 1992 | Luciano Zerbini Gruppo Sportivo Fiamme Oro            | 60,88 m                |
| 1993 | Luciano Zerbini Gruppo Sportivo Fiamme Oro            | 64,26 m                |
| 1994 | Diego Fortuna Centro Sportivo Carabinieri             | 58,22 m                |
| 1995 | Diego Fortuna Centro Sportivo Carabinieri             | 59,92 m                |
| 1996 | Alessandro Urlando ?                                  | 60,54 m                |
| 1997 | Diego Fortuna Centro Sportivo Carabinieri             | 60,30 m                |
| 1998 | Diego Fortuna Centro Sportivo Carabinieri             | 61,49 m                |
| 1999 | Diego Fortuna Centro Sportivo Carabinieri             | 64,00 m                |
| 2000 | Diego Fortuna Centro Sportivo Carabinieri             | 62,48 m                |
| 2001 | Diego Fortuna Centro Sportivo Carabinieri             | 61,72 m                |
| 2002 | Cristiano Andrei Gruppi Sportivi Fiamme Gialle        | 60,24 m                |
| 2003 | Cristiano Andrei Gruppi Sportivi Fiamme Gialle        | 61,08 m                |
| 2004 | Diego Fortuna Centro Sportivo Carabinieri             | 59,97 m                |
| 2005 | Hannes Kirchler Centro Sportivo Carabinieri           | 60,84 m                |
| 2006 | Hannes Kirchler Centro Sportivo Carabinieri           | 60,33 m                |
| 2007 | Hannes Kirchler Centro Sportivo Carabinieri           | 60,14 m                |
| 2008 | Hannes Kirchler Centro Sportivo Carabinieri           | 61,09 m                |
| 2009 | Hannes Kirchler Centro Sportivo Carabinieri           | 60,35 m                |
| 2010 | Hannes Kirchler Centro Sportivo Carabinieri           | 61,46 m                |
| 2011 | Giovanni Faloci Gruppi Sportivi Fiamme Gialle         | 59,05 m                |
| 2012 | Eduardo Albertazzi Gruppi Sportivi Fiamme Gialle      | 60,50 m                |
| 2013 | Giovanni Faloci Gruppi Sportivi Fiamme Gialle         | 62,56 m                |
| 2014 | Hannes Kirchler Centro Sportivo Carabinieri           | 62,73 m                |
| 2015 | Hannes Kirchler Centro Sportivo Carabinieri           | 60,25 m                |
| 2016 | Hannes Kirchler Centro Sportivo Carabinieri           | 62,34 m                |
| 2017 | Hannes Kirchler Centro Sportivo Carabinieri           | 60,50 m                |
| 2018 | Giovanni Faloci Gruppi Sportivi Fiamme Gialle         | 61,53 m                |
| 2019 | Giovanni Faloci Gruppi Sportivi Fiamme Gialle         | 59,92 m                |
| 2020 | Giovanni Faloci Gruppi Sportivi Fiamme Gialle         | 61,87 m                |
| 2021 | Giovanni Faloci Gruppi Sportivi Fiamme Gialle         | 60,10 m                |
| 2022 | Alessio Mannucci Centro Sportivo Aeronautica Militare | 60,01 m                |
| 2023 | Giovanni Faloci Gruppi Sportivi Fiamme Gialle         | 59,81 m                |
| 2024 | Alessio Mannucci Centro Sportivo Aeronautica Militare | 64,04 m                |
| 2025 | Enrico Saccomano Centro Sportivo Aeronautica Militare | 63,31 m                |